# Första stadsteatern i Kiev
Första stadsteatern i Kiev var en teater i Kiev i Ukraina, grundad 1806 och verksam till 1851. 
Teatern var den första både i staden Kiev och i Ukrania. Kiev fick 1797 ökade handelsrättigheter började staden växa, adelsmän började uppföra palats och teatersällskap började uppträda i tillfälliga lokaler, och man såg därför behov av en teaterbyggnad. Den uppfördes i nyklassisk stil 1804–05 och invigdes 1806. Teatern hade ingen fast personal utan fungerade som lokal för turnerade teatersällskap, normalt ryskspråkiga och ibland utländska. Teatern blev för liten, då staden växte enormt under 1800-talet, och revs 1851. Den ersattes 1856 av den andra stadsteatern. 